# N291 (België)
De N291 is een gewestweg in België tussen Jette (N290) en Brussel (N277). De weg heeft een lengte van ongeveer 3,5 kilometer.
De route gaat via de Lakenselaan, De Smet de Naeyerlaan en de Witte-Acacialaan.
De gehele weg bestaat uit twee rijstroken in beide rijrichtingen samen waarbij alleen op de Witte-Acacialaan de rijbanen niet gescheiden zijn van elkaar.